# Джо Алвін
Джозеф Метью Алвін (англ. Joseph Matthew Alwyn; 21 лютого 1991, Ройал-Танбрідж-Веллс, Кент, Англія) — англійський актор.

## Біографія
Алвін дебютував у повнометражному фільмі як головний персонаж у військовій драмі Енга Лі «Біллі Лінн: Довга перерва посеред бою» у 2016 році та згодом зіграв ролі в таких фільмах, як «Фаворитка (2018), «Зниклий хлопчик»» (2018), «Марія — королева Шотландії» (2018) і «Гарріет» (2019). У 2022 році він знявся в драматичному серіалі Hulu «Розмови з друзями» та комедійному фільмі «Кетрін, на прізвисько Пташка».
Народився в графстві Кент та виріс у Північному Лондоні. Алвін зацікавився акторською майстерністю в підлітковому віці. Він грав в студентських постановках на Единбурзькому фестивалі Fringe і здобув ступінь бакалавра англійської літератури й драматургії в Бристольському університеті (2012) та акторської майстерності в Центральній школі сценічної мови та драматичного мистецтва (2015).
Алвін зустрічався з американською співачкою й авторкою пісень Тейлор Свіфт шість років (2017—2023). Він працював зі Свіфт над десятьма її піснями, випущеними з 2020 по 2022 рік, включаючи «Exile» з восьмого студійного альбому Свіфт, Folklore, який отримав звання «Альбом року» на 63-й щорічній церемонії вручення премії «Греммі». Він отримав нагороду Трофей Шопар на Каннському кінофестивалі 2018 року та потрапив до списку нових зірок Time 100 Next 2022 року.

## Ранні роки й освіта
Джозеф Меттью Алвін народився 21 лютого 1991 року в Ройал-Танбрідж-Веллс, Кент, Англія. Виріс у Північному Лондоні, в родині матері-психотерапевтки та батька-документаліста. Він є правнуком композитора Вільяма Алвіна. Його двоюрідним дядьком був священник і борець за мир Брюс Кент.
Алвін здобув приватну освіту в школі Лондонського Сіті. Він недовго брав уроки гри на гітарі та був частиною шкільного гурту під назвою Anger Management. Згодом у школі грав у футбол і регбі. Хоча Алвін був «замкненою» дитиною, він прагнув стати актором. Він пробувався на невелику роль у «Реальна любов», різдвяній романтичній комедії 2003 року, але не отримав ролі. У підлітковому віці став членом Національного молодіжного театру. Здобуваючи ступінь бакалавра мистецтв (BA) з англійської літератури та драматургії в Бристольському університеті, він зіграв у двох студентських постановках на Единбурзькому фестивалі Fringe. Закінчив навчання у 2012 році. Після подачі заявок до чотирьох драматичних шкіл його прийняли до Центральної школи сценічної мови та драматичного мистецтва, де він здобув ступінь бакалавра з акторської майстерності. На третьому курсі Алвін підписав контракт з агентом, який зустрів його на студентській виставі. Незабаром після цього агент повідомив Алвіну, що кінокомпанія шукає головного героя для фільму «Біллі Лінн: Довга перерва посеред бою» (2016), який стане дебютом Алвіна в повнометражному фільмі.

## Кар'єра

### Акторство
На початку 2015 року Алвін отримав головну роль у військовій драмі тайванського режисера Енга Лі 2016 року «Біллі Лінн: Довга перерва посеред бою», яка є екранізацією однойменного роману 2012 року американського письменника Бена Фаунтейна. Лі заявив, що він обрав Алвіна через його «здатність передати книжковий парадокс війни одним лише виразом обличчя». Алвін приїхав до США вперше після проходження кастингів фільму. Він заявив, що «не зовсім відповідає» кастинговим вимогам ролі «19-річного буркотуна-солдата армії США»; Алвін сказав, що у нього було довге світле волосся і він був «набагато худішим», коли проходив прослуховування. У рецензіях на фільм критики високо оцінили гру Алвіна за натуралізм. Далі журналісти назвали фільм його «проривом». Потім він зіграв роль другого плану в містичній драмі 2017 року «Передчуття кінця» індійського режисера Рітеша Батри.

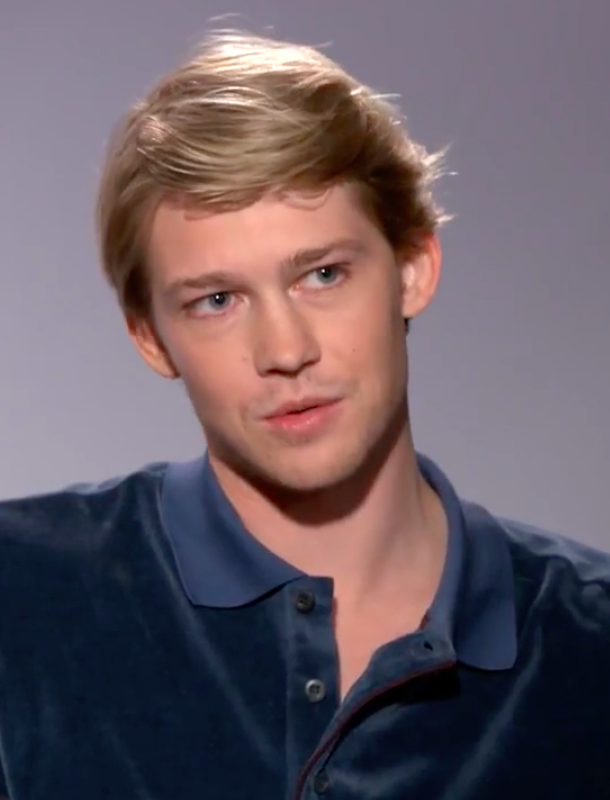
Алвін у серпні 2018 року

Алвін знявся в ряді фільмів 2018 року. Він зіграв другорядну роль британського дворянина Семюеля Машама в історичному чорному комедійному фільмі «Фаворитка» грецького режисера Йоргоса Лантімоса. На 91-й церемонії вручення премії «Оскар» фільм отримав 10 номінацій. Лорен Маккарті з журналу W високо оцінила фізичний гумор і дурну акторську манеру Алвіна у фільмі, на відміну від його «зовнішнього вигляду сусідського-хлопчика-кінозірки-серцеїда». Він зіграв роль другого плану в історичній драмі Кріса Вейца «Операція „Фінал“» і другорядну роль у фільмі Джоела Еджертона «Зниклий хлопчик» — біографічній драмі, заснованій на мемуарах американського ЛГБТ+ активіста Гаррарда Конлі 2016 року. Потім Алвін з'явився в ролі англійського державного діяча Роберта Дадлі в історичній драмі «Марія — королева Шотландії». Алвін виграв Трофей Шопар разом з австралійською актрисою Елізабет Дебікі на Каннському кінофестивалі 2018 року.
У 2019 році Алвін зіграв рабовласника в біографічній драмі «Гарріет» про Гаррієт Табмен. Він з'явився в ролі Боба Кретчіта в мінісеріалі темного фентезі «Різдвяна пісня», заснованому на однойменній повісті Чарльза Дікенса 1843 року. У 2021 році він зіграв другорядну роль у драматичному фільмі «Сувенір: Частина 2», а також промисловця 1960-х років у екранізації романтичного роману Джоджо Моєс 2008 року «Останній лист від твого коханого».
У 2022 році Алвін зіграв головну роль у драматичному серіалі «Розмови з друзями» — екранізації однойменного роману ірландської письменниці Саллі Руні 2017 року. Гра Алвіна була зустрінута неоднозначними відгуками; Вараєті критик Керолайн Фрамке написала, що Алвіну не вистачало індивідуальності та хімії з його колегами. Алвін зіграв пару з Марґарет Кволлі в романтичному трилері «Зірки опівдні» французької режисерки Клер Дені, і також грав дядька головної героїні в середньовічному комедійному фільмі «Кетрін, на прізвисько Пташка» режисерки Ліни Данем, заснований на однойменному дитячому романі 1994 року; обидва фільми були зустрінуті загалом позитивними відгуками — прем'єра першого відбулася на Каннському кінофестивалі 2022 року та отримала Гран-прі.
У 2024 році Алвін зіграв ролі другого плану у фільмі-антології грецького режисера Йоргоса Лантімоса «Види милосердя», а також в епічній драмі «Бруталіст».

### Музика
Під час стосунків з американською співачкою та автором пісень Тейлор Свіфт Алвін брав участь у створенні десяти її пісень, випущених з 2020 по 2022 рік. Алвін заявив, що це почалось, коли він «дуркував на фортепіано та погано співав», а потім "його підслухала Свіфт і сказала: «Давай закінчимо пісню разом». Він є співпродюсером пісень «Exile», «Betty», «My Tears Ricochet», «August», «This Is Me Trying» і «Illicit Affairs» у восьмому студійному альбомі Свіфт, Folklore (2020); а також був співавтором «Exile» та «Betty» під псевдонімом Вільям Бауері. «Exile» потрапив до топ-10 хіт-парадів у різних країнах, включаючи шосте місце в US Billboard Hot 100 і восьме місце в UK Singles Chart.
На 63-й церемонії вручення премії «Греммі» у 2021 році «Exile» було номіновано на «найкраще вокальне поп виконання дуетом або групою», а «Folklore» виграв «Альбом року», що стало першою перемогою Алвіна на премії «Греммі». Алвін, під псевдонімом Бауері, також став співавтором композицій «Champagne Problems», «Coney Island» і заголовної пісні другого альбому Свіфт 2020 року Evermore. У квітні 2022 року Алвін розповів Волл-стріт джорнел, що псевдонім «Вільям Бауері» — це похідне від імені його прадіда Вільяма Алвіна, який був музичним композитором, і прізвища на честь району Нью-Йорка Бауері, де він провів «багато часу», коли вперше прибув до США. У десятому студійному альбомі Свіфт, Midnights (2022), він згадується як співавтор «Sweet Nothing», знову як Бауері.

## Особисте життя
Алвін мав стосунки з Тейлор Свіфт з 2016 по 2023 рік. Це було предметом інтенсивної уваги таблоїдів. Про їхній розрив і суспільний резонанс навколо нього Алвін сказав у 2024 році: «Я сподіваюся, що будь-хто зможе поспівчувати та зрозуміти труднощі, які приходять із закінченням довгих, повних любові, повністю відданих стосунків, які тривали понад шість з половиною років. Незвичним і ненормальним у цій ситуації є те, що через тиждень це раптово стає загальнодоступним, і зовнішній світ може висловити свою думку… Завжди буде прірва між тим, що відомо, і тим, що сказано. Я змирився з цим». Свіфт згадує про своє розставання з Алвіном у своєму одинадцятому альбомі The Tortured Poets Department (2024).
Алвін приховує своє особисте життя, що пояснює «автоматичною реакцією на культуру, в якій ми живемо». Журнал GQ назвав Алвіна «свідомо стриманим актором».

## Фільмографія
| Рік  |     | Українська назва                      | Оригінальна назва               | Роль                                              |
| ---- | --- | ------------------------------------- | ------------------------------- | ------------------------------------------------- |
| 2016 | ф   | Біллі Лінн: Довга перерва посеред бою | Billy Lynn's Long Halftime Walk | Біллі Лінн                                        |
| 2017 | ф   | Передчуття кінця                      | The Sense of an Ending          | Адріан Фінн                                       |
| 2018 | ф   | Фаворитка                             | The Favourite                   | Семюель Мешем                                     |
| 2018 | ф   | Зниклий хлопчик                       | Boy Erased                      | Генрі Воллес                                      |
| 2018 | ф   | Марія — королева Шотландії            | Mary Queen of Scots             | Роберт Дадлі                                      |
| 2019 | док | Місс Американа                        | Miss Americana                  | самого себе                                       |
| 2019 | с   | Різдвяна пісня                        | A Christmas Carol               | Боб Кретчіт                                       |
| 2021 | ф   | Сувенір: Частина 2                    | The Souvenir Part II            | Макс                                              |
| 2021 | ф   | Останній лист від твого коханого      | The Last Letter from Your Lover | Лоренс Стерлінґ                                   |
| 2022 | ф   | Зірки опівдні                         | Stars at Noon                   | Даніель ДеГейвен                                  |
| 2022 | ф   | Кетрін, на прізвисько Пташка          | Catherine Called Birdy          | Джордж                                            |
| 2022 | с   | Розмови з друзями                     | Conversations with Friends      | Нік Конвей                                        |
| 2024 | ф   | Види милосердя                        | Kinds of Kindness               | оцінювач предметів колекціонування, Джері, Джозеф |
| 2024 | ф   | Бруталіст                             | The Brutalist                   | Гаррі Лі Ван Бюрен                                |
| 2025 | ф   | Гамнет                                | Hamnet                          | Бартолом'ю                                        |
|      | ф   | Гамлет                                | Hamlet                          | Лаерт                                             |
|      | ф   | Панікуй обережно                      | Panic Carefully                 |                                                   |

## Дискографія
| Рік  | Альбом    | Пісня                | Участь                  |
| ---- | --------- | -------------------- | ----------------------- |
| 2020 | Folklore  | «Exile»              | Співавтор               |
| 2020 | Folklore  | «My Tears Richochet» | Співпродюсер            |
| 2020 | Folklore  | «August»             | Співпродюсер            |
| 2020 | Folklore  | «This Is Me Trying»  | Співпродюсер            |
| 2020 | Folklore  | «Illicit Affairs»    | Співпродюсер            |
| 2020 | Folklore  | «Betty»              | Співавтор; співпродюсер |
| 2020 | Evermore  | «Champagne Problems» | Співавтор               |
| 2020 | Evermore  | «Coney Island»       | Співавтор               |
| 2020 | Evermore  | «Evermore»           | Співавтор               |
| 2022 | Midnights | «Sweet Nothing»      | Співавтор               |

## Нагороди
| Нагорода                                                 | Рік  | Категорія                            | Робота          | Результат   |
| -------------------------------------------------------- | ---- | ------------------------------------ | --------------- | ----------- |
| Асоціація кінокритиків Остіна                            | 2019 | Кращий ансамбль                      | Фаворитка       | Номінація   |
| BMI London Awards                                        | 2021 | Пісні року, які найчастіше виконують | «Betty»         | Перемога    |
| BMI London Awards                                        | 2022 | Пісні року, які найчастіше виконують | «Exile»         | Перемога    |
| Спілка кінокритиків Бостона                              | 2018 | Найкращий акторський ансамбль        | Фаворитка       | Друге місце |
| Каннський кінофестиваль                                  | 2018 | Трофей Шопар                         | Сам себе        | Перемога    |
| Кінопремія «Вибір критиків»                              | 2019 | Найкращий акторський склад           | Фаворитка       | Перемога    |
| Спілка кінокритиків Детройту                             | 2018 | Найкращий акторський склад           | Фаворитка       | Номінація   |
| Гурток кінокритиків Флориди                              | 2018 | Найкращий акторський склад           | Фаворитка       | Перемога    |
| Асоціація кінокритиків Джорджії                          | 2019 | Найкращий акторський склад           | Фаворитка       | Перемога    |
| Греммі                                                   | 2021 | Найкращий альбом року                | Folklore        | Перемога    |
| Греммі                                                   | 2022 | Найкращий альбом року                | Evermore        | Номінація   |
| Міжнародна спілка кінофільмів                            | 2019 | Найкращий акторський склад           | Фаворитка       | Номінація   |
| Онлайн кінокритики Нью-Йорку                             | 2018 | Найкращий акторський склад           | Фаворитка       | Перемога    |
| Спілка кінокритиків Сан-Дієго                            | 2018 | Найкращий акторський склад           | Зниклий хлопчик | Номінація   |
| Спілка кінокритиків Сан-Дієго                            | 2018 | Найкращий акторський склад           | Фаворитка       | Друге місце |
| Супутник                                                 | 2019 | Найкращий акторський склад           | Фаворитка       | Перемога    |
| Спілка кінокритиків Сіетла                               | 2018 | Найкращий акторський склад           | Фаворитка       | Номінація   |
| Районна асоціація кінокритиків Вашингтона                | 2018 | Найкращий акторський склад           | Фаворитка       | Перемога    |
| Гурток жінок кінокритиків                                | 2018 | Найкращий акторський склад           | Фаворитка       | Номінація   |
| Кінофестиваль у Ньюпорт-Біч, Велика Британія та Ірландія | 2025 | Нагорода «Spotlight»                 | Бруталіст       | Перемога    |